# Willy Boehm
Willy (Willi) Boehm (* 16. Juli 1877 in Berlin; † 10. Januar 1938 ebenda) war ein deutscher Mediziner, Marine-Generalarzt und Politiker (DVP).

## Leben und Beruf
Boehm war der Sohn eines Oberlehrers am Gymnasium. Nach dem Abitur am Sophien-Gymnasium zu Berlin studierte Boehm ab dem Wintersemester 1894 bis 1899 Medizin an der Kaiser-Wilhelms-Akademie für das militärärztliche Bildungswesen. Dort gehörte er seit 1895 der Landsmannschaft Normannia Berlin (seit 1924 Berliner Burschenschaft Normannia) an. 1901 wurde er mit der Dissertation Ein Fall von zwei primären Krebsen des Dickdarms an der Universität Kiel zum Dr. med. promoviert.
Boehm schlug im Oktober 1899 die Laufbahn des Marine-Sanitätsoffiziers ein und wurde bis zum Marine-Generaloberarzt befördert. Am 13. September 1919 wurde er aus dem aktiven Dienst verabschiedet. Nach Beendigung seiner militärischen Laufbahn war Boehm von 1919 bis 1920 Kreisarzt bei der Regierung in Oppeln. An dem 1. Februar 1920 war er Kreisarzt in Remscheid und zum Medizinalrat befördert. Er wechselte 1933 als Bezirksarzt nach Berlin-Kreuzberg und war ab 1935 als Medizinalrat beim Polizeipräsidium Berlin beschäftigt.
Sein Bruder war der Volkskundler und Gymnasiallehrer Fritz Boehm.

## Politische Betätigung
Boehm war von 1924 bis 1929 Stadtverordneter in Remscheid und dort ab 1923 DVP-Vorsitzender. Als Mitglied der DVP gehörte er von 1924 bis 1928, von 1928 bis 1932 sowie von 1932 bis 1933 dem Preußischen Landtag an. Im Parlament vertrat er den Wahlkreis 22 (Düsseldorf-Ost). Vom 14. Oktober 1931 bis 1932 war er Dritter Vizepräsident des Landtages.

## Schriften
- Der Arzt, Handbücherei für Staatsmedizin, Berlin: C. Heymann, 1932.
- Organisation des öffentlichen Gesundheitswesens im Deutschen Reich und in den Ländern (Mitarbeit); Otto Solbrig (Herausgeber); Berlin: Carl Heymann, 1927.